# ブルーウェーブ (お笑いコンビ)
ブルーウェーブは、松竹芸能に所属する日本のお笑いコンビ。

## メンバー
すみかわ（1992年12月4日（32歳） - ）
ツッコミ担当。立ち位置は左。本名：住川 仁昭（すみかわ ひろあき）。
兵庫県出身。身長176cm、体重92kg。血液型はO型。
趣味および特技はオリックス、ホッピング、ウィッフルボール、着衣水泳（小さい頃、石垣島に住んでいたため）。

四番サード西澤（よばんサードにしざわ、1996年7月15日（29歳） - ）
ボケ・ネタ作り担当。立ち位置は右。本名：西澤 望（にしざわ のぞむ）。
兵庫県出身。身長175cm、体重90kg。血液型はAB型。
趣味および特技は野球、釣り（淀川の魚にも詳しい）、 温泉（風呂）の掃除、力士（横綱の身体を当てられる）。

## 概要
2016年、松竹芸能養成所で出会う。当時のコンビの相方が失踪したすみかわが、ピン芸人だった西澤に電話をして結成を持ちかけ、11月11日に結成。コンビ名はすみかわが大ファンであるオリックス・バファローズのかつてのチーム名・オリックス・ブルーウェーブに由来。
2022年末に、松竹芸能の若手芸人No.1を決める「カドキング2021 いっちゃんおもろい松竹若手は誰！？～カド決勝～」で優勝した。

## 芸風
主に漫才を演じる。

## 賞レースの戦績

### M-1グランプリ
| 年度            | 結果      | エントリーNo. | 会場                           | 日時     | 備考 |
| --------------- | --------- | ------------- | ------------------------------ | -------- | ---- |
| 2017年 (第13回) | 1回戦敗退 | 3252          | 大丸心斎橋劇場                 | 9月28日  |      |
| 2018年 (第14回) | 2回戦進出 | 967           | 大丸心斎橋劇場                 | 10月12日 |      |
| 2019年 (第15回) | 3回戦進出 | 2204          | よしもと祇園花月               | 10月28日 |      |
| 2020年 (第16回) | 2回戦進出 | 1200          | COOL JAPAN PARK OSAKA SSホール | 10月29日 |      |
| 2021年 (第17回) | 2回戦進出 | 4059          | 森ノ宮よしもと漫才劇場         | 10月8日  |      |
| 2022年 (第18回) | 3回戦進出 | 4594          | よしもと漫才劇場               | 10月25日 |      |
| 2023年 (第19回) | 3回戦進出 | 3404          | よしもと祇園花月               | 10月29日 |      |
| 2024年 (第20回) | 3回戦進出 | 6321          | よしもと祇園花月               | 10月27日 |      |

### その他の賞レース
- 2017年 第18回 新人お笑い尼崎大賞 決勝進出
- 2021年 カドキング2021 いっちゃんおもろい松竹若手は誰！？～カド決勝～ 優勝
- 2023年 ytv漫才新人賞選考会 ROUND1 12位
- 2024年 ytv漫才新人賞選考会 ROUND2 12位

## 出演

### テレビ

#### 現在の出演番組
- NEWS×情報 キャッチ＋（サンテレビ、2022年 -）水曜日の「部活中継」中継リポーター

#### 過去の出演番組
- ぽじポジたまご（京都放送）すみかわのみ
- 魔魔法のレストランR（MBSテレビ）西澤のみ
- 喧騒の街、静かな海（NHK）すみかわのみ
- 週末ライブ キモイリ!（KBS京都、2021年12月25日）
- ひょうご発信！（サンテレビ）
- スローでイージーなルーティーンで（関西テレビ、2022年3月22日）
- 漫才マン2025（関西テレビ、2025年3月22日）

### ラジオ
- 笑福亭晃瓶のほっかほかラジオ（京都放送）すみかわのみ
- 上方演芸会（NHKラジオ第1放送、2024年3月9日）
- 新春初笑い特別番組 『新春松竹駅伝　松竹芸人大集合　かみチキボルトのなんのこっちゃねーん！』（MBSラジオ、2025年1月2日）